# The Lone Ranger (seriado)
The Lone Ranger é um seriado estadunidense de 1938, produzido para o cinema pela Republic Pictures em 15 capítulos. Foi o nono dos 66 seriados da Republic, o 4º no gênero Western (um terço dos seriados da Republic eram westerns) e o primeiro de 1938. Um dos 17 seriados dirigidos pela parceria William Witney/ John English para a Republic, ficou despercebido por muito tempo após seu lançamento original, mas uma recriação foi montada e lançada em formato DVD em 2009 – utilizando elementos de som e imagem a partir de versões estrangeiras existentes – por Eric Stedman do “Serial Squadron”, uma organização que restaura seriados clássicos de cliffhangers. O personagem principal, Lone Ranger, era originário de um programa radiofônico criado por Frank Striker em 1932, o qual fora adaptado em tiras de jornal pela King Features Syndicate.
Uma versão em 69 minutos foi lançada em 1940, sob o título Hi-Yo-Silver.

## Sinopse
Em 1865, o Capitão Mark Smith, do Exército dos Estados Confederados, lidera um bando de desertores para conquistar o Texas e governá-lo de forma ditatorial. Em uma de suas primeiras ações, embosca e, aparentemente, acaba com um contingente de Texas Rangers, porém resta um sobrevivente ferido. O sobrevivente, socorrido pelo índio Tonto, jura vingar o massacre e derrotar o Capitão Smith (que assumiu a identidade do novo Comissário de Finanças do Texas, o coronel Marcus Jeffries, depois de ter assassinado o verdadeiro comissário). O sobrevivente incorpora, então, um vingador mascarado que, até o final da trama, tem sua identidade em segredo, deixando ao público a especulação de quem, entre os 5 Texas Ranger envolvidos, é o verdadeiro Lone Ranger.

## Elenco
- Hal Taliaferro … Bob Stuart, um dos candidatos a ser Lone Ranger
- Herman Brix … Bert Rogers, um dos candidatos a ser Lone Ranger
- Lee Powell … Allen King, um dos candidatos a ser Lone Ranger
- Lane Chandler … Dick Forrest, um dos candidatos a ser Lone Ranger
- George Letz … Jim Clark, um dos candidatos a ser Lone Ranger
- Chefe Thundercloud … Tonto
- Silver King … Silver (Silver Chief na sequência[5])
- Lynne Roberts … Joan Blanchard, filha de George Blanchard
- Stanley Andrews … Mark Smith, sob identidade do Coronel Marcus Jefferies
- George Cleveland … George Blanchard
- William Farnum … McKim, padre local e aliado de Lone Ranger, que envia mensagens através de pombos-correio
- John Merton … "Kester"
- Sammy McKim … "Sammy"
- Tom London … "Felton"
- Raphael Bennet … Black bart Taggart
- Maston Williams … Joe Snead
- Frank McGlynn Sr. … Abraham Lincoln (cena excluída da versão em seriado, só aparece na versão cinematográfica "Hi Yo Silver")
- Billy Bletcher … voz de The Lone Ranger
- Earle Graser … voz de The Lone Ranger quando grita "Hi-Yo Silver!"; Graser fora a voz de Lone Ranger na série original, no rádio.
- Edmund Cobb ... Capitão Rance (não-creditado)
- Jack Perrin ... Morgan (não-creditado)

## Produção
Um contrato entre a Republic Pictures e George W. Trendle para um seriado de Lone Ranger, e o direito para realizar uma versão resumida, foram assinados em junho de 1937. À Trendle e The Lone Ranger Inc. foram pagos $18,750 mais 10% de qualquer participação de aluguel acima de um mínimo de 390.000 dólares.
Houve algum desentendimento entre a Republic e Trendle, mas o contrato deu à Republic autoridade sobre o roteiro e os personagens. A Republic previra que o Lone Ranger iria se revelar no último capítulo, para Joan Blanchard (Lynne Roberts) como Allen King (Lee Powell). Antes disso, o problema foi a confusão causada por duas vozes de Lone Ranger (principalmente Billy Bletcher, mas com Earle Graser, da série de rádio, proporcionando o grito de assinatura do "Hi-Yo Silver") e seu dublê Dave Sharpe. Trendle fez objeções sobre os planos da Republic sobre o seriado, no entanto, ele não os podia impedir, pois o contrato com a Republic dava o direito de fazer o que quisessem com o personagem. A Republic era conhecida por mudar personagens em suas adaptações, como foi o caso do Captain America (1944). Antes de revelar a verdadeira identidade do herói, foram apresentados à plateia vários candidatos que poderim ser o Lone Ranger, mas apenas um sobreviveria até o fim. Uma abordagem semelhante foi adotada com The Masked Marvel (1943).
Após o segundo seriado do Lone Ranger, The Lone Ranger Rides Again, de 1939, que apresentava Robert Livingston no papel título, com o personagem geralmente sem a máscara, George Trendle decidiu dissolver sua relação com a Republic e oferecer o direito a outro estúdio. Depois de, aparentemente, ter ordenado que  todas as impressões dos dois seriados da Republic fossem destruídas, para evitar exposição ainda maior, Trendle levou consigo a história do Ranger original, como apresentado no seriado, e os direitos da música, os quais foram utilizados mais tarde no rádio e em outros meios de comunicação nas versões das aventuras do personagem.
The Lone Ranger foi orçado em $160,315, mas teve um custo final de $168,117, sendo assim o mais caro seriado da Republic até a realização de Dick Tracy Returns, no final de 1938.
Foi filmado entre 28 de novembro e 31 de dezembro de 1937. Com dezenove dias, esta foi a mais rápida produção de um seriado da Republic até Zombies of the Stratosphere, em 1952. Recebeu o número 794.
The Lone Ranger foi o maior evento em seriados desde Flash Gordon, da Universal Pictures.
Após o fim do contrato com a Republic, Lee Powell fez uma tournée em um circo com "The Lone Ranger of the Movies". Esse evento não alcançou sucesso, possivelmente porque ele nunca tinha sido anunciado como o Lone Ranger, devido ao elemento de mistério no script. Ele acabou sendo forçado a parar pelos detentores dos direitos.

### Dublês
- David Sharpe … The Lone Ranger
- Yakima Canutt
- Ken Cooper
- Duke Green
- Eddie Juaregui
- George Magrill
- Loren Riebe
- Duke Taylor
- Bill Yrigoyen
- Joe Yrigoyen

## Lançamento

### Cinemas

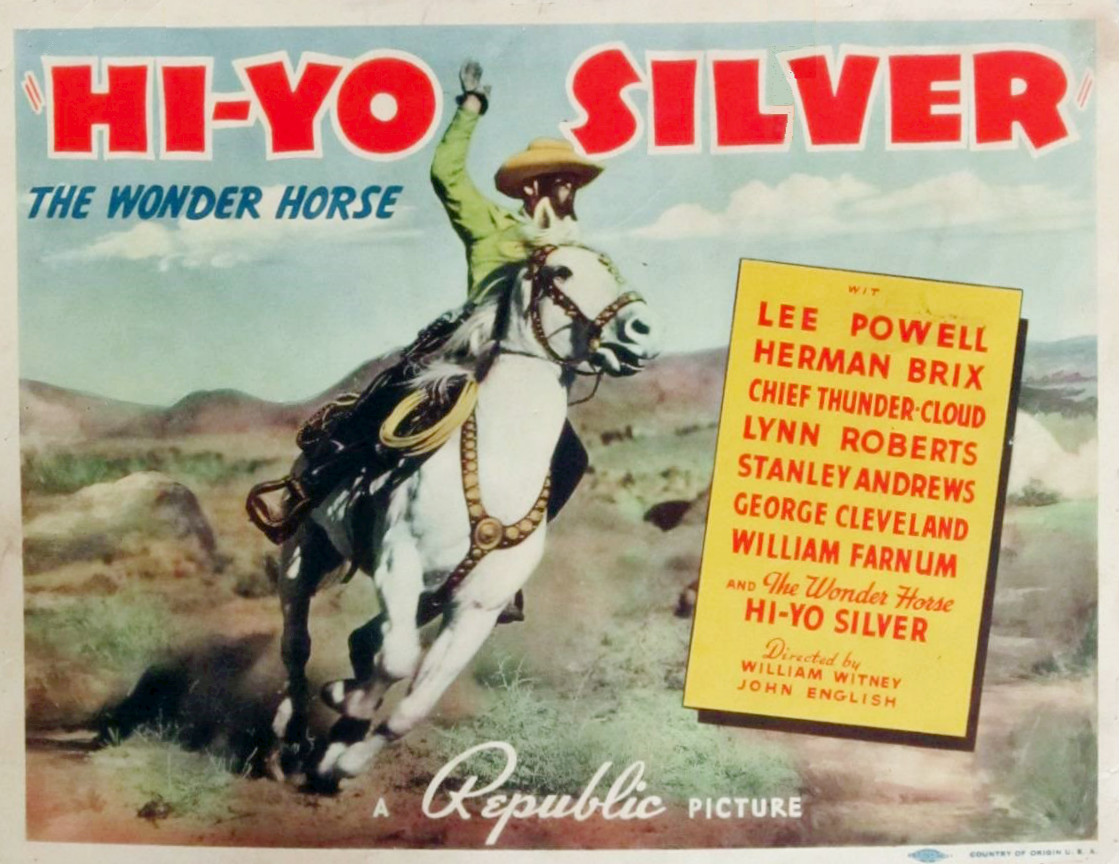
Pôster de Hi-Yo-Silver (1940).

O lançamento oficial de The Lone Ranger' foi em 12 de fevereiro de 1938, apesar de atualmente a data ser do sétimo capítulo que foi liberado para exibição.
Uma versão em 69 minutos foi realizada em 10 de abril de 1940. Foi um dos 14 filmes da Republic feitos a partir de suas séries, e o título dessa versão foi Return of the Ranger, mas acabou sendo lançado como Hi-Yo-Silver.
The Lone Ranger foi um grande sucesso financeiro para a Republic e para Trendle.  O seriado também despertou um novo interesse pela versão do rádio, e centenas de estações o usaram. A King Features Syndicate também levou o personagem para uma tira de jornal.

## Crítica
Nas palavras de Harmon e Glut, o seriado contém “enredo atípico aos seriados Republic".  A maioria dos seriados introduzia o roteiro e os personagens no primeiro capítulo. The Lone Ranger, no entanto, foi introduzindo elementos durante a trama do seriado. No capítulo oito, por exemplo, o fora-da-lei Jeffries substitui dinheiro confederado para os impostos locais. A prata se torna, então, um dos principais focos da trama. Outro desenvolvimento ocorre no capítulo dez, quando Jeffries tenta forçar Joan a se casar com ele, que era um elemento incomum para um seriado sonoro.
The Lone Ranger foi superior em termos de roteiro e execução quando comparado à média de seriados de Western, apesar de conter muitas características padronizadas para o gênero, tais como explosões, diligências em fuga e as quedas de grande altura.
De acordo com Cline, The Lone Ranger foi provavelmente o melhor seriado de western e poderia ser incluído na “lista dos dez melhores seriados da era sonora”.

## Capítulos
1. Hi-Yo Silver (30 min 17s)
2. Thundering Earth (18 min 22s)
3. The Pitfall (16 min 43s)
4. Agent of Treachery (16 min 39s)
5. The Steaming Cauldron (16 min 17s)
6. Red Man's Courage (16 min 28s)
7. Wheels of Disaster (15 min 58s)
8. Fatal Treasure (16 min 54s)
9. The Missing Spur (16 min 35s)
10. Flaming Fury (16 min 33s)
11. The Silver Bullet (16 min 18s)
12. Escape (16 min 22s)
13. The Fatal Plunge (16 min 37s)
14. Messengers of Doom (16 min 49s)
15. The Last of the Rangers (17 min 03s)

Fonte:

## Cliffhangers
1. Hi-Yo Silver: The Lone Ranger é pisoteado pelos desertores do Exército dos Estados Confederados dos Estados Unidos.
2. Thundering Earth: The Lone Ranger, Joan e George Blanchard são alcançados por um desabamento causado por uma explosão.
3. The Pitfall: The Lone Ranger cai dentro de uma armadilha.
4. Agent of Treachery: com Lone Ranger inconsciente, um dos capangas de Smith tenta tirar sua máscara. Este é "um dos cliffhangers mais fracos dos seriados modernos", em que Lone Ranger é atingido na cabeça por uma pedra jogada manualmente.[7]
5. The Steaming Cauldron: Resgatando o ingrato capanga de Smith, Taggart, Lone Ranger é apanhado pela erupção de um geyser.
6. Red Man's Courage: na tentativa de resgatar Tonto, que está sendo queimado na fogueira por Comanches que encontraram balas de prata na cena de um assassinato, Lone Ranger é derrubado de Silver e atacado.
7. Wheels of Disaster: The Lone Ranger e Joan são explodidos a bordo de uma carroça cheia de pólvora.
8. Fatal Treasure: Bob Stuart e Dick Forrest, ambos potencialmente Lone Ranger, são lançados na água e Kester atira neles com o canhão.
9. Flaming Fury:  The Lone Ranger e Tonto ficam presos em um celeiro que pega fogo e desaba.
10. The Silver Bullet: Bob Stuart é gravemente ferido em um tiroteio e fica prestes a ser eliminado por um dos capangas de Smith.
11. Escape: Perdendo o controle das rédeas de uma carruagem, Lone Ranger (com Joan e George Blanchard), cai em um precipício.
12. The Fatal Plunge: Dick Forrest aborda Felton à beira de uma caverna e os dois caem.
13. Messengers of Doom: The Lone Ranger é capturado em uma caverna causada por tiros.

## Seriado no Brasil
A palavra Ranger causou dificuldades de tradução já que o significado original (policial rural do Texas) não fazia sentido em português.
The Lone Ranger, sob o título O Guarda Vingador, foi aprovado pela censura brasileira, de acordo com o Diário Oficial da União, em 18 de abril de 1939, tendo estreado no país ainda em 1939.
No segundo seriado com o personagem, The Lone Ranger Rides Again estrelado por Robert Livingston, a tradução optou por um novo nome, ao invés de "Guarda Vingador", foi chamado "Cavaleiro Solitário", sendo, portanto, denominado "A Volta do Cavaleiro Solitário" no Brasil. Quando o personagem foi adaptado para a série de televisão, no Brasil, era chamado de "Zorro", nome pelo qual o herói fez estreia no país em Dezembro de 1938, em tiras diárias publicadas nas páginas da revista O Globo Juvenil do jornal O Globo.
O nome pode ter sido mantido por uma série de coincidências envolvendo produções da Republic Pictures: Robert Livingston, de The Lone Ranger Rides Again, interpretou o Don Diego/Zorro no filme The Bold Caballero, também interpretou Don Loring/The Eagle, um herói californiano parecido com Zorro no seriado The Vigilantes Are Coming, ambos de 1936. Clayton Moore, interpretou um  descendente de Dom Diego, em 1949, no seriado Ghost of Zorro e o Lone Ranger na série de TV The Lone Ranger (1949-1957). Em Zorro's Fighting Legion (1939), também produzido pela Republic, a história do Zorro é transformada em um faroeste; nesse seriado, o herói possui um cavalo branco igual ao do Lone Ranger no lugar do cavalo negro Tornado. Zorro também apareceria com um cavalo branco chamado Fantasma na série de TV da Disney de 1957, e no desenho japonês Kaiketsu Zorro, de 1996, aparece com um cavalo branco chamado Viento.
O estúdio também produziu Zorro Rides Again (1937) e Son of Zorro (1947), outros dois seriados de faroeste sobre descendentes do Zorro original, o primeiro na década de 1930 e o segundo após a Guerra de Secessão.
O seriado Zorro's Black Whip, de 1944, foi estrelado por uma mulher, a The Black Whip interpretada por Linda Stirling e, apesar de levar o nome de Zorro no título, o personagem Zorro não aparece em nenhum momento no seriado e nem ao menos é citado. Os seriados Don Daredevil Rides Again, de 1951, e Man with the Steel Whip de 1954, traziam dois heróis mascarados: Don Daredevil e El Latigo e utilizaram cenas de arquivo de Zorro's Black Whip.
Em 1954, a EBAL lançou uma revista em quadrinhos chamada Zorro, que revezava ambos os heróis, diferenciando o Zorro cowboy do Zorro de Capa e Espada.
A partir da década de 1980, com a exibição da série animada da Filmation, onde o herói dividia um bloco de animações com o Zorro, voltou a ser chamado de Cavaleiro Solitário, nome usado até mesmo no filme da Disney de 2013.